# Carlos Seixas

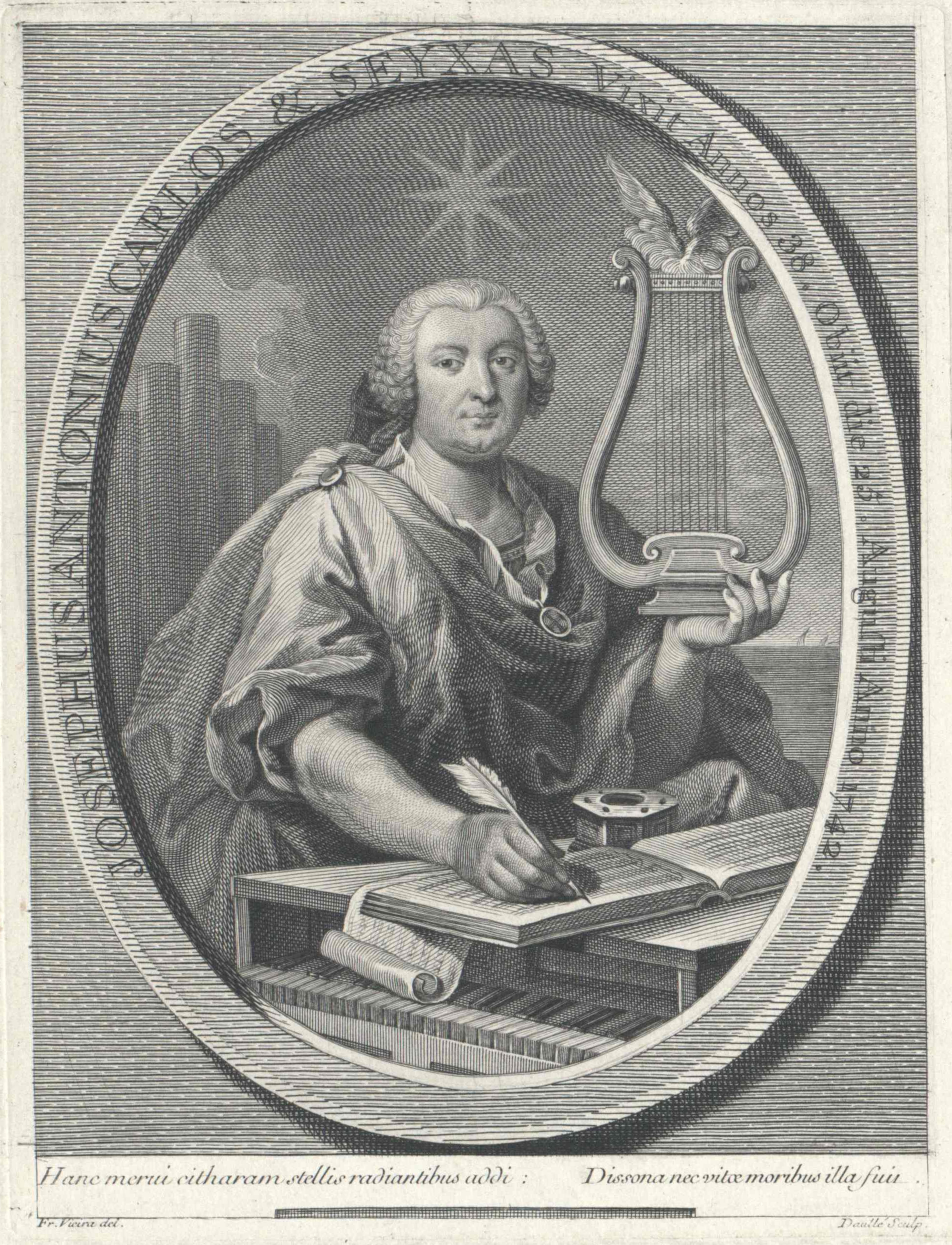
Carlos Seixas

José Antonio Carlos de Seixas (* 11. Juni 1704 in Coimbra; † 25. August 1742 in Lissabon) war ein portugiesischer Komponist, Organist und Cembalist.

## Leben
Carlos Seixas war der Sohn von Francisco Vaz, des Organisten der alten Kathedrale Sé Velha in Coimbra. Nach dem Tod des Vaters übernahm Seixas im Alter von 14 Jahren zunächst diesen Posten. Ab 1720 lebte Seixas in Lissabon, zunächst als Organist der Kathedrale von Lissabon und der Königlichen Kapelle (Capela Real). Kapellmeister war in dieser Zeit Domenico Scarlatti, dem Seixas nach dessen Weggang im gleichen Amt nachfolgte. Er bekleidete es bis zu seinem Tod 1742. Er starb an den Folgen eines Rheumatischen Fiebers.

## Werk
Seixas verfasste ein umfangreiches Œuvre für Cembalo und/oder Orgel; überliefert ist die Komposition von etwa 700 Sonaten, von denen aber nur (je nach Zählweise) rund 105 in Abschriften erhalten sind, die nach Seixas’ Tod entstanden. Autographe Seixas’ sind nicht erhalten, der Großteil von ihnen ist vermutlich beim Erdbeben von Lissabon (1755) verbrannt; auch wurden keine seiner Werke zu seinen Lebzeiten gedruckt.
Die schwierige Quellenlage, aus dem oben erwähnten Grund, gilt auch für seine geistlichen Kompositionen und Orchesterwerke. Erhalten ist unter anderem ein Konzert für Cembalo und Orchester, eines der frühesten seiner Gattung in Europa, eine dreisätzige Sinfonie h-Moll im italienischen Stil sowie eine französische Ouvertüre. Die Sonaten von Seixas sind am Vorbild Domenico Scarlatti orientiert, besitzen jedoch eine durchaus eigenständige, sehr kantable Tonsprache, die sich am seinerzeit hochmodernen, galanten neapolitanischen Stil orientiert. Sie sind oft von beträchtlicher Virtuosität.

## Media
- Sonataⓘ/?